# フランコ・マスタントゥオーノ
フランコ・マスタントゥオーノ（Franco Mastantuono, 2007年8月14日 - ）は、アルゼンチンのブエノスアイレス州アスル出身のプロサッカー選手。ポジションはミッドフィールダー・フォワード。レアル・マドリード所属。アルゼンチン代表。

## 経歴

### 生い立ち
アルゼンチンで生まれ育ち、3歳からサッカーを始める。テニスにも打ち込んでおり、ジュニアユースチームに選出されていた。

### リーベル・プレート
2017年にCAリーベル・プレートのトライアルに参加したが、テニスに集中させたいという両親の意向から、アカデミー加入のオファーは断った。その後、11歳でリーベル・プレートと契約した。
2019年から正式にユースアカデミーに加入した。

### レアル・マドリード
2025年6月13日、レアル・マドリードはマスタントゥオーノの獲得を発表。契約は2031年6月30日までの6年間で加入は8月14日からとなる。

## 代表歴
2023年、15歳ながらFIFA U-17ワールドカップのアルゼンチン代表に選出された。